# Florian Seer
Florian Seer (* 12. Dezember 1976 in Hallein, Land Salzburg) ist ein ehemaliger österreichischer Skirennläufer. Er bestritt insgesamt 46 Rennen im Skiweltcup und erreichte in seiner besten Saison 2000/01 drei Platzierungen in den Top 10. Nach der Entfernung eines Tumors beendete er seine aktive Laufbahn und ist seitdem als Trainer im Österreichischen Skiverband tätig.

## Biografie

### Von der Jugend bis zum Europacup
Florian Seer wuchs in der Landeshauptstadt Salzburg auf. Dort besuchte von 1987 bis 1991 das BRG Salzburg und maturierte 1994 "mit gutem Erfolg" am Schul-Sport-Modell ("SSM") am BORG Salzburg.
1990 wurde er in den Landeskader des Salzburger Skiverbandes aufgenommen, 1992 gewann der Allroundsportler bereits seine ersten Medaillen bei Österreichischen Jugendmeisterschaften; im Sommer im Stabhochsprung und in Winter im Slalom. Erst mit der Aufnahme in den Nachwuchskader des ÖSV und der Einberufung als Leistungssportler zum Bundesheer entschied er sich 1994 endgültig für den Skisport. Im Alter von 19 Jahren feierte er 1995 im norwegischen Voss seinen ersten größeren Erfolg mit dem Gewinn des Junioren-Weltmeistertitels im Slalom, der mit dem Aufstieg in den ÖSV-B-Kader und ersten Europacupeinsätzen belohnt wurde.

### Erfolge im Weltcup
1998 etablierte sich Florian Seer im Europacup und erreichte mit dem vierten Platz in der Gesamtwertung die Aufnahme in den A-Kader. Im darauffolgenden Jahr holte er seine ersten Weltcup-Punkte und tastete sich langsam an die Weltspitze heran. Bei der Militär-Weltmeisterschaft von 1999 errang er mit der Mannschaft im Riesenslalom einen weiteren WM-Titel. Bedeutender für seine Laufbahn war in der Saison 1999/2000 aber der sechste Gesamtplatz im Slalom-Europacup, mit dem sich der für den Ski-Club Elsbethen startende Salzburger einen Fixstartplatz im Slalom-Weltcup für die Folgesaison sicherte. Als Draufgabe gewann er bei den österreichischen Meisterschaften zum Saisonabschluss noch die Bronzemedaille im Riesenslalom.
Im Weltcupwinter 2000/01 schien Florian Seer den internationalen Durchbruch an die Weltspitze zu schaffen. Mit Spitzenplätzen in Wengen (Vierter hinter Benjamin Raich, Rainer Schönfelder und Mario Matt), Fünfter in Sestriere und Neunter in Park City fuhr er sich an die 12. Stelle der Weltrangliste und damit in die erste Startgruppe. Im Winter 2001/02 wurde er jedoch durch immer wiederkehrende Rückenschmerzen und Koordinationsprobleme stark eingeschränkt und vermochte nicht mehr an seine Vorjahresergebnisse anzuschließen. Gegen Saisonende diagnostizierten die Ärzte einen gutartigen Tumor im Lendenwirbelbereich, der in einer fünfstündigen Operation entfernt werden konnte.

### Comeback und Karriereende
Nach dem operativen Eingriff und einer verlorenen Weltcupsaison, die er für das Aufbautraining benötigte, schaffte Florian Seer 2003 wieder die Rückkehr in das österreichische Skiteam. In der Saison 2003/04 kam der mittlerweile im oberösterreichischen Ort Mondsee beheimatete Salzburger aber nur noch zu zwei Weltcupeinsätzen in Chamonix und Kitzbühel. Beide Male konnte er sich dabei nicht für den zweiten Durchgang qualifizieren. Vom ÖSV daraufhin aus dem Kader gestellt, sah der Sportler, der sich eine Saison auf eigene Kosten nicht finanzieren konnte, keine Perspektiven für ein weiteres Comeback und beendete daraufhin im Alter von 27 Jahren seine Karriere.

### Laufbahn als Trainer
Nach Beendigung seiner aktiven Laufbahn absolvierte er die Ausbildung zum staatlich geprüften Skitrainer und arbeitete von 2004 bis 2006 als Konditionstrainer der Weltcupgruppe 3 beim Österreichischen Skiverband. Zu Beginn der aktuellen Saison 2006/07 übernahm er als Trainer die Weltcupgruppe 4 der ÖSV-Herren. Nach mehreren Jahren erfolgreicher Trainer-Tätigkeit wechselte er – vorwiegend aus familiären Gründen – zu einer Tätigkeit im Bereich Marketing für die Firma NORDICA. Aktuell ist Florian Seer als "International product manager" als Verantwortlicher für die NORDICA Ski-Kollektion tätig.

## Erfolge

### Weltcup
- 4. Rang im Weltcupslalom in Wengen 2001
- 5. Rang im Weltcupslalom in Sestriere 2001
- 9. Rang im Weltcupslalom in Park City 2001

### Sonstige Erfolge
- 1 × Jugendweltmeister im Slalom in Voss 1995
- 1 × Militärweltmeister im Riesenslalom (Mannschaft) 1999